# Archangel (gra komputerowa)
Archangel – fabularna gra akcji wyprodukowana przez nieistniejące już studio Metropolis Software. Gra została wydana 4 października 2002 roku wyłącznie na platformę PC.
Gracz wciela się w postać Michaela Travinskiego, który wracając do domu ginie w wypadku samochodowym. Przywrócony do życia przez nieznane mu potęgi, musi rozwikłać zagadkę swego wskrzeszenia i wyjaśnić, co tak naprawdę się wydarzyło.

## Odbiór gry
Reakcje krytyków recenzujących Archangel były mieszane. Gra uzyskała według agregatora GameRankings średnią ocen wynoszącą 61% oraz 49/100 punktów według serwisu Metacritic. Krytykowano przeciętną fabułę oraz trudne sterowanie postacią.